# Herrarnas 10 000 meter i hastighetsåkning på skridskor vid olympiska vinterspelen 1984
Herrarnas 10 000 meter i skridskor vid de olympiska vinterspelen 1984 avgjordes den 18 februari 1984, vid Olimpijska Dvorana Zetra. Loppet vanns av Igor Malkov från Sovjetunionen.
32 deltagare från 17 nationer deltog i tävlingen.

## Tidigare rekord
Gällande världsrekord och olympiskt rekord före Vinter-OS 1984:
| Världsrekord     | Tomas Gustafson (SWE) | 14:23,59 | Oslo, Norge                | 31 januari 1982  |
| Olympiskt rekord | Eric Heiden (USA)     | 14:28,13 | Lake Placid, New York, USA | 23 februari 1980 |

## Medaljörer
| Gren         | Guld                      | Guld     | Silver                  | Silver   | Brons                      | Brons    |
| 10 000 meter | Igor Malkov Sovjetunionen | 14.39,90 | Tomas Gustafson Sverige | 14.39,95 | René Schöfisch Östtyskland | 14.46,91 |

## Resultat
| Placering | Idrottare            | Nation        | Tid      | Tid bakom |
| --------- | -------------------- | ------------- | -------- | --------- |
| 1         | Igor Malkov          | Sovjetunionen | 14:39,90 | –         |
| 2         | Tomas Gustafson      | Sverige       | 14:39,95 | +0,05     |
| 3         | René Schöfisch       | Östtyskland   | 14:46,91 | +7,01     |
| 4         | Geir Karlstad        | Norge         | 14:52,40 | +12,50    |
| 5         | Michael Hadschieff   | Österrike     | 14:53,78 | +13,88    |
| 6         | Dmitrij Botjkarjov   | Sovjetunionen | 14:55,65 | +15,75    |
| 7         | Mike Woods           | USA           | 14:57,30 | +17,40    |
| 8         | Henry Nilsen         | Norge         | 14:57,81 | +17,91    |
| 9         | Yep Kramer           | Nederländerna | 14:59,89 | +19,99    |
| 10        | Hilbert van der Duim | Nederländerna | 15:01,24 | +21,34    |
| 11        | Andreas Ehrig        | Östtyskland   | 15:03,78 | +23,86    |
| 12        | Werner Jäger         | Österrike     | 15:07,59 | +27,39    |
| 13        | Bjørn Nyland         | Norge         | 15:08,34 | +28,44    |
| 14        | Konstantin Korotkov  | Sovjetunionen | 15:11,10 | +31,20    |
| 15        | Jan Junell           | Sverige       | 15:12,90 | +33,00    |
| 16        | Claes Bengtsson      | Sverige       | 15:14,33 | +34,43    |
| 17        | Robert Vunderink     | Nederländerna | 15:14,45 | +34,55    |
| 18        | Pertti Niittylä      | Finland       | 15:15,18 | +35,28    |
| 19        | Heinz Steinberger    | Österrike     | 15:18,19 | +38,29    |
| 20        | Maurizio Marchetto   | Italien       | 15:19,77 | +39,27    |
| 21        | Mark Mitchell        | USA           | 15:21,24 | +41,34    |
| 22        | Colin Coates         | Australien    | 15:21,73 | +41,83    |
| 23        | Toshiaki Imamura     | Japan         | 15:23,37 | +43,47    |
| 24        | Tibor Kopacz         | Rumänien      | 15:23,95 | +44,05    |
| 25        | Hans van Helden      | Frankrike     | 15:26,10 | +46,20    |
| 26        | Masahito Shinohara   | Japan         | 15:31,70 | +51,80    |
| 27        | Lee Yeong-Ha         | Sydkorea      | 15:34,48 | +54,58    |
| 28        | Wolfgang Scharf      | Västtyskland  | 15:40,74 | +1:00,84  |
| 29        | Im Ri-Bin            | Nordkorea     | 15:45,19 | +1:05,29  |
| 30        | Zhao Shijian         | Kina          | 15:46,37 | +1:06,47  |
| 31        | Jean Noël Fagot      | Frankrike     | 15:59,65 | +1:19,75  |
| 32        | Andreas Dietel       | Östtyskland   | 16:01,89 | +1:21,99  |